# O'Higgins (Chile)

O'Higgins, é uma comuna do Chile, localizada na Província de Capitán Prat, Região de Aisén. A sede da comuna é Villa O'Higgins.
A comuna limita-se: a norte com Cochrane; a oeste com Tortel; a leste com a República da Argentina; e a sul com Natales, na Região de Magalhães e Antártica.
Segundo o censo de 2002 concentra a uma população de 463 pessoas, toda na zona rural, das quais 277 são homens e 186 são mulheres. Além de Villa O'Higgins, existem também as localidades de Teniente Merino e Entrada Mayer.
Na comuna encontra-se a parte chilena do Lago O'Higgins, uma parte do Campo de Gelo Sul e parte do Parque Nacional Bernardo O'Higgins.

## Etimologia
"O'Higgins" provêm do nome do lago homónimo: de Bernardo O'Higgins, participante da Independência do Chile.